# Wędrówka pętlowa
Wędrówka pętlowa – rodzaj wędrówki ptaków polegający na tym, że trasa przelotu wiosennego ptaków jest inna niż trasa przelotu jesiennego. Śledząc trasę przelotu ptaków odnosimy wrażenie, że przemieszczają się one po pętli. Ten typ wędrówki możemy obserwować, np. u australijskich burzyków.